# Coche portaflores

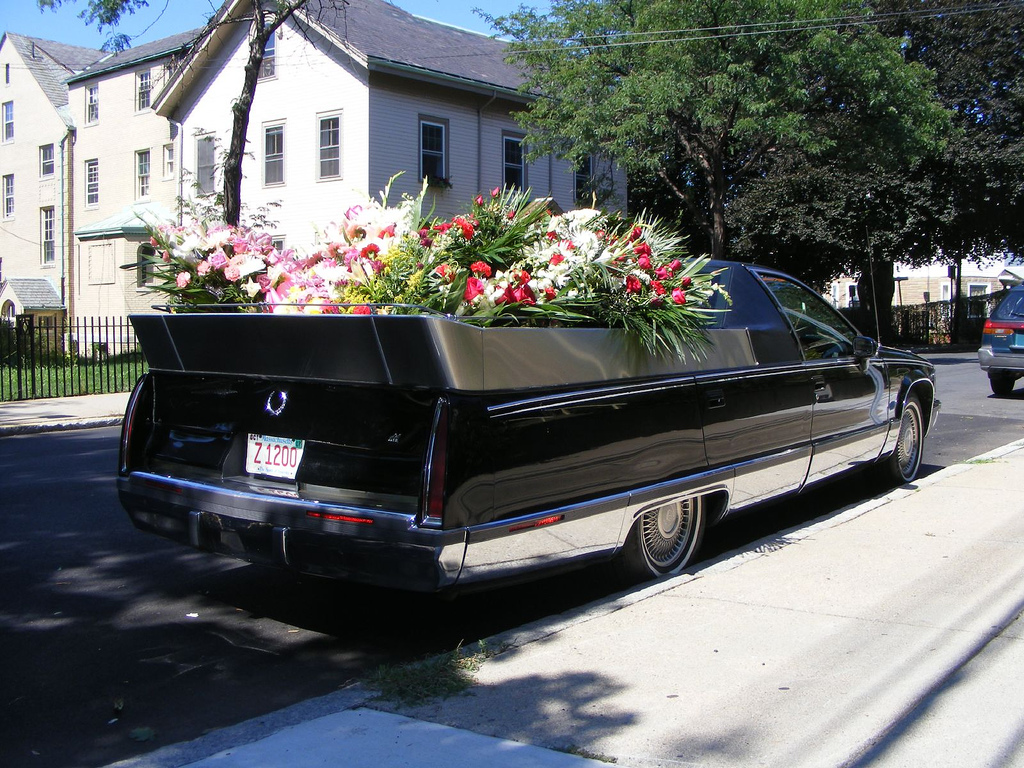
Cadillac Fleetwood, un "Flower Car" de mediados de la década de 1990

Un coche portaflores ("flower car" en inglés) es un vehículo utilizado en una procesión fúnebre para transportar ofrendas en honor a los difuntos, especialmente coronas de flores. Es utilizado principalmente en los Estados Unidos para llevar flores a un funeral acompañando al coche fúnebre, o también sustituyendo a este último llevando el féretro debajo de un lecho de flores.

## Características
Construido sobre el mismo chasis comercial que un coche fúnebre, la parte trasera de su carrocería incluye una plataforma a media altura similar a la bandeja de un pickup. La plataforma dispone de un revestimiento para sostener las flores, normalmente construido en acero inoxidable para resistir la corrosión. Algunos poseen una configuración de tonneau con un plano elevado sobre la bandeja en la parte superior, sobre el que se colocan las flores; la parte central a veces está configurada para poder subirse y bajarse hidráulicamente o de forma manual. Si está diseñado para llevar un ataúd, este se aloja debajo de la cubierta tonneau en un espacio inferior, situado detrás de la puerta trasera abatible.
En los primeros años del automóvil, los coches de lujo con techo descubierto se usaban para este propósito, pero a medida que los vehículos cerrados se convirtieron en la norma, comenzaron a usarse vehículos especialmente construidos para este propósito aproximadamente desde la década de 1930 en adelante. No todos los proveedores de servicios funerarios disponían de coches portaflores, y se convirtieron un artículo de lujo que se ofrecía como opción con un costo adicional para funerales suntuosos.
Los coches porta flores todavía se fabrican, pero en cantidades cada vez menores. Los modelos antiguos se consideran automóviles coleccionables debido a su rareza, especialmente por los coleccionistas de coches fúnebres y de otros "automóviles profesionales".